# Клен пенсильванський
Клен пенсильванський (Acer pensylvanicum) — вид квіткових рослин із роду клен (Acer).

## Морфологічна характеристика
Acer pensylvanicum — великий кущ чи невелике дерево. Вид рідко перевищує 13 метрів у висоту. Росте повільно і може жити до 100 років. Форма дерева ширококолонна, з коротким роздвоєним стовбуром, який розділяється на дугоподібні гілки, які створюють нерівну крону з плоскою вершиною. Молода кора має зелені та білі смуги, а коли трохи старше, коричневі. Листя широке і м'яке, 8–15 см завдовжки і 6–12 см завширшки, з трьома неглибокими, спрямованими вперед частками. Насіння близько 27 мм завдовжки і 11 мм завширшки.

## Поширення й екологія
Ареал: Канада (Квебек, Нью-Брансвік, Онтаріо), США (Нью-Джерсі, Нью-Гемпшир, Мічиган, Массачусетс, Меріленд, Мен, Кентуккі, Джорджія, Коннектикут, Західна Вірджинія, Вірджинія, Вермонт, Теннессі, Південна Кароліна, Пенсільванія, Північна Кароліна, Нью-Йорк, Огайо). Зростає на висотах від 0 до 1370 метрів. Зустрічається в змішаних, помірних або бореальних лісах або в смереково-ялицевих лісах. Вид може вирости з насіння або проростати після пожежі, бо зріла рослина може переносити невелику пожежу. Acer pensylvanicum займає важливу екологічну нішу. Він забезпечує листяний і насіннєвий корм для кролів, голкошерстів, лосів, оленів, бобрів і орябків (Bonasa umbellus).

## Використання
Acer pensylvanicum використовується для деревини. Це використовується у виробництві шаф, шпону, паперу, ящиків, музичних інструментів і токарних виробів. Його також висаджують по всьому світу як декоративний вид. Історично цей вид використовувався як корм для великої рогатої худоби та коней. Вид має лікувальні властивості; це блювотний засіб і може лікувати бронхіт, застуду, кашель, гонорею та дисфункцію нирок. Корінні американці також використовують кору для виробництва борошна й тоніків.

## Галерея

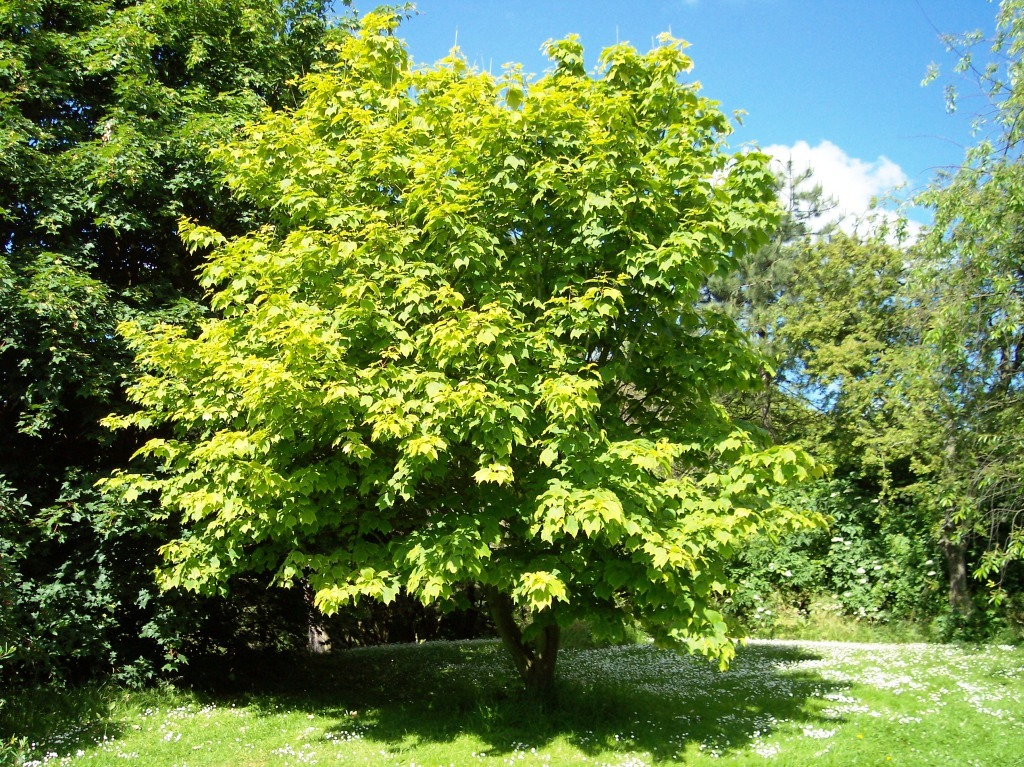
Дерево
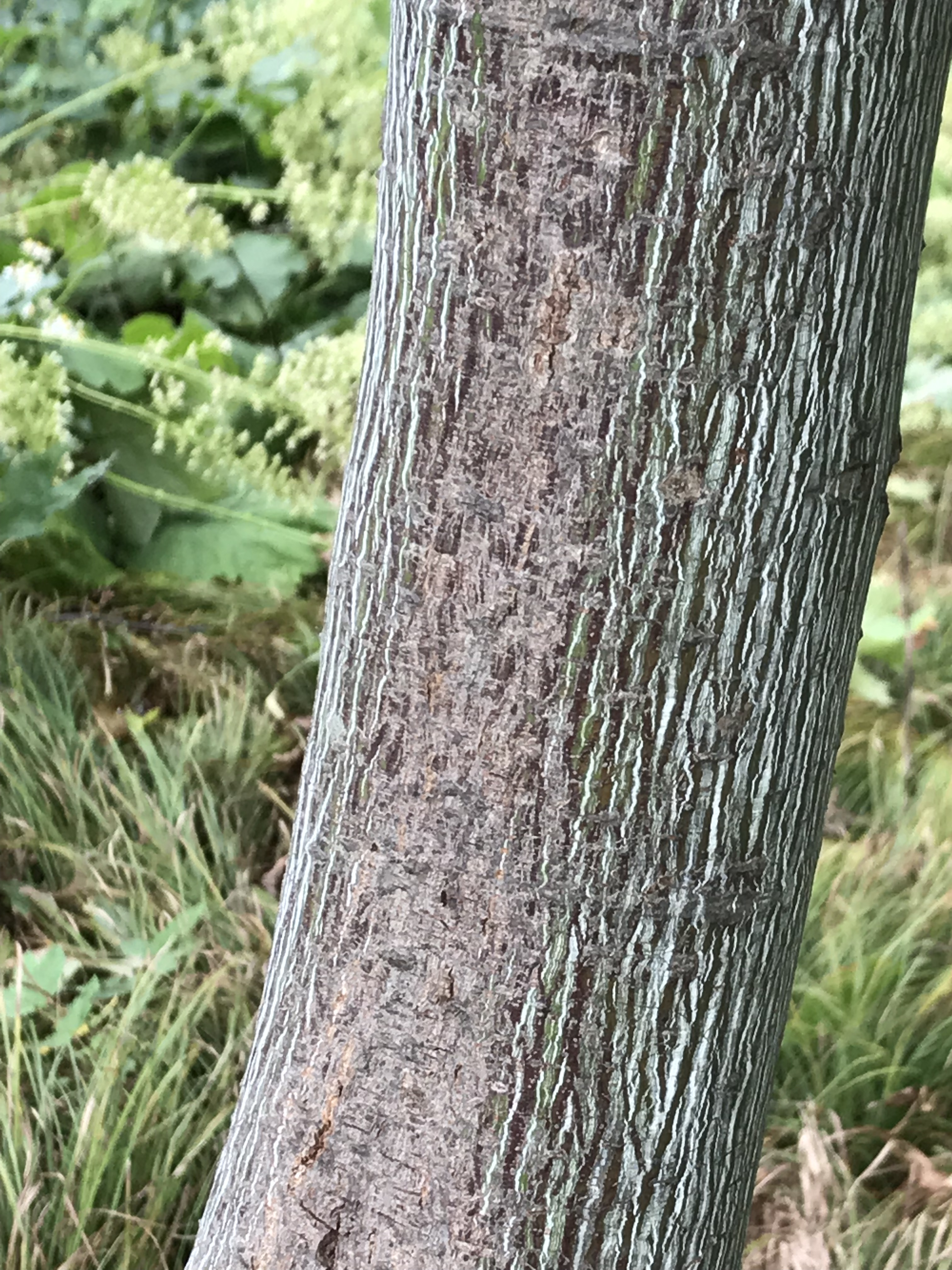
Кора
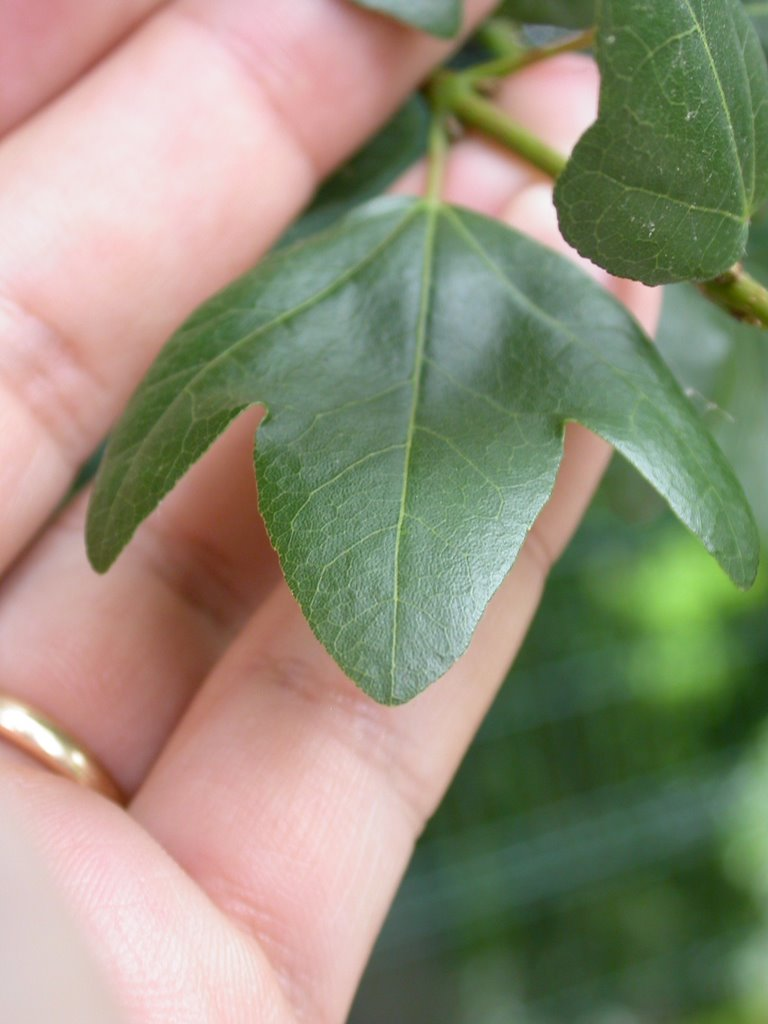
Листя й суцвіття з жіночими квітками
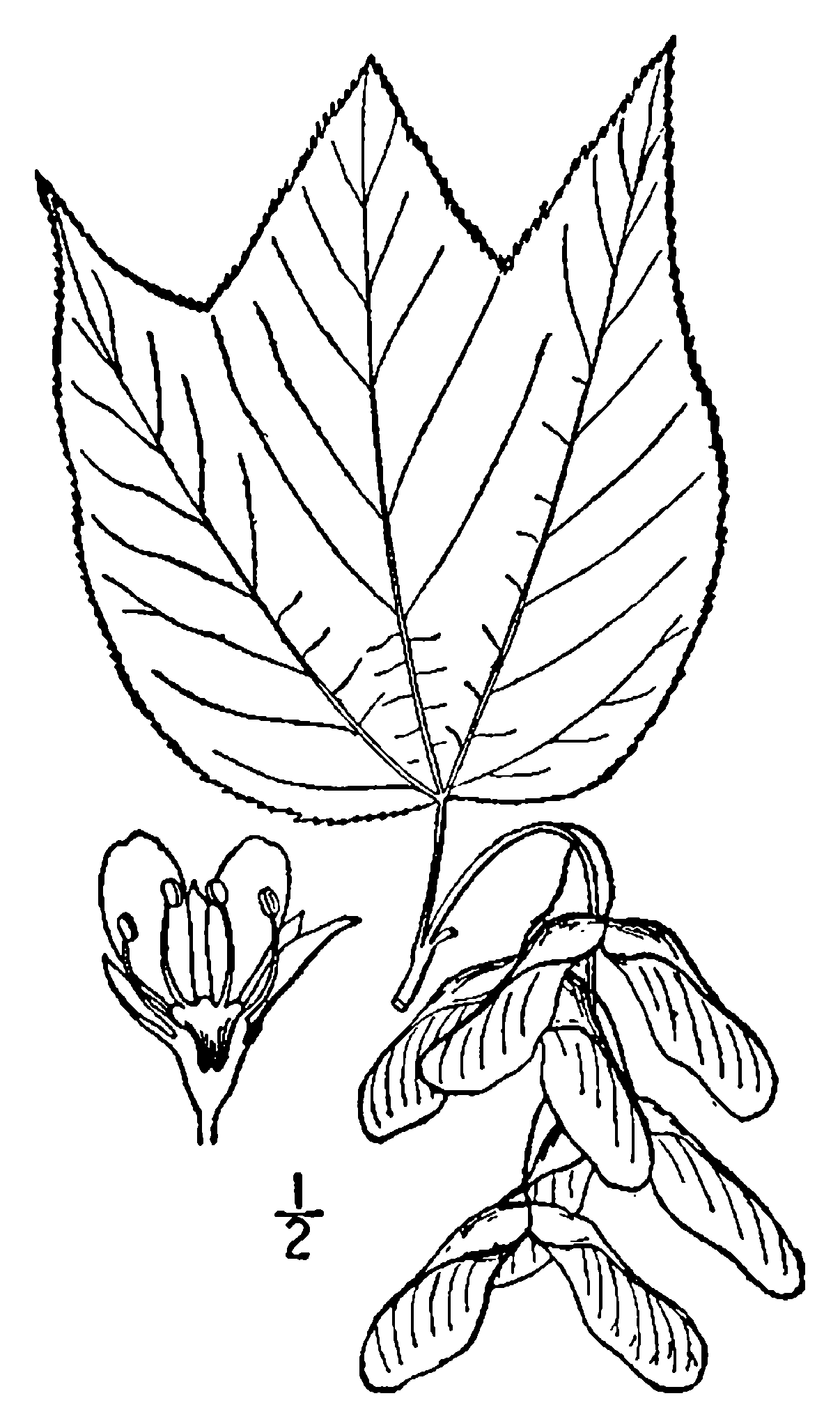
Ілюстрація